# Isla Stolbovói
La isla Stolbovói (en ruso: Столбовой остров, lit. 'isla Pilar') es una isla deshabitada de Rusia larga y estrecha localizada de la parte suroeste del archipiélago de Nueva Siberia, en la parte oriental del mar de Láptev. Administrativamente es parte del distrito de Bulunsky de  la República de Sajá (Yakutia). Se encuentra a 184 kilómetros de distancia de la costa de Siberia y a 100 km al suroeste de la isla Kotelny, estando por lo tanto muy separada del resto de las islas de Nueva Siberia, a pesar de que pertenece al subgrupo islas de Liájov de ese archipiélago.
Stolbovói tiene una superficie de aproximadamente 170 km². Su longitud, desde el cabo Skalisty (noroeste) al cabo Povorotny (sureste), es de 47 km y su ancho máximo es de 10 km. Está separada del mar por una estrecha lengua de tierra. El punto más alto de la isla alcanza los 222 metros.
Se compone principalmente de granitos y la vegetación corresponde a la tundra ártica. En picos sobresalientes individuales, a altitudes de más de 100 m, hay afloramientos rocosos. Hay algunos humedales en el área del lago Melkoy (un lago tipo laguna costera de 5 km de largo en la costa noroeste), así como en el curso medio y bajo del río Stolbovaya (el río más grande, de 13 km de largo, se encuentra en la parte central de la isla).

## Historia
En 1690, el hijo del boyardo Maksim Mujopliov (Mujopléiev) visitó la isla. Sin embargo, no fue el descubridor de Stolbovoói ya que en la isla descubrió muchas cruces, evidencia elocuente de marineros rusos que habrían visitado la isla mucho antes de 1690. Por primera vez la isla, llamada Krestov, aparece en el dibujo de S. Rémezov (1698).
En la costa noroeste de la isla había una estación meteorológica soviética. En 2012, sobre su base fue construida la estación de control y corrección GLONASS/GPS.
Se han encontrado en el lado norte de la isla artefactos de la cultura Allaláevskaya del Paleolítico Medio, que se estimaron son de dhace 250−200 000 años.

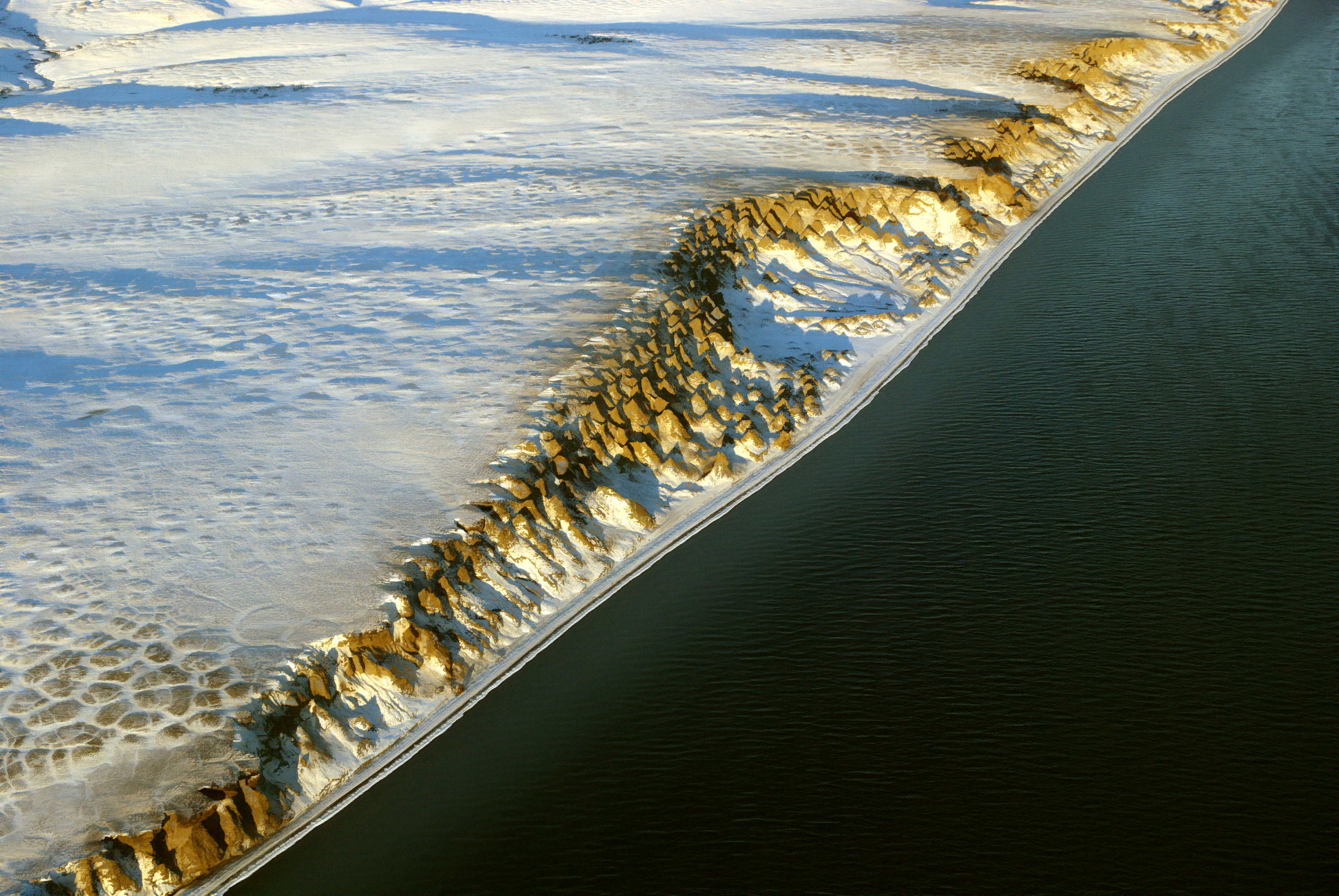
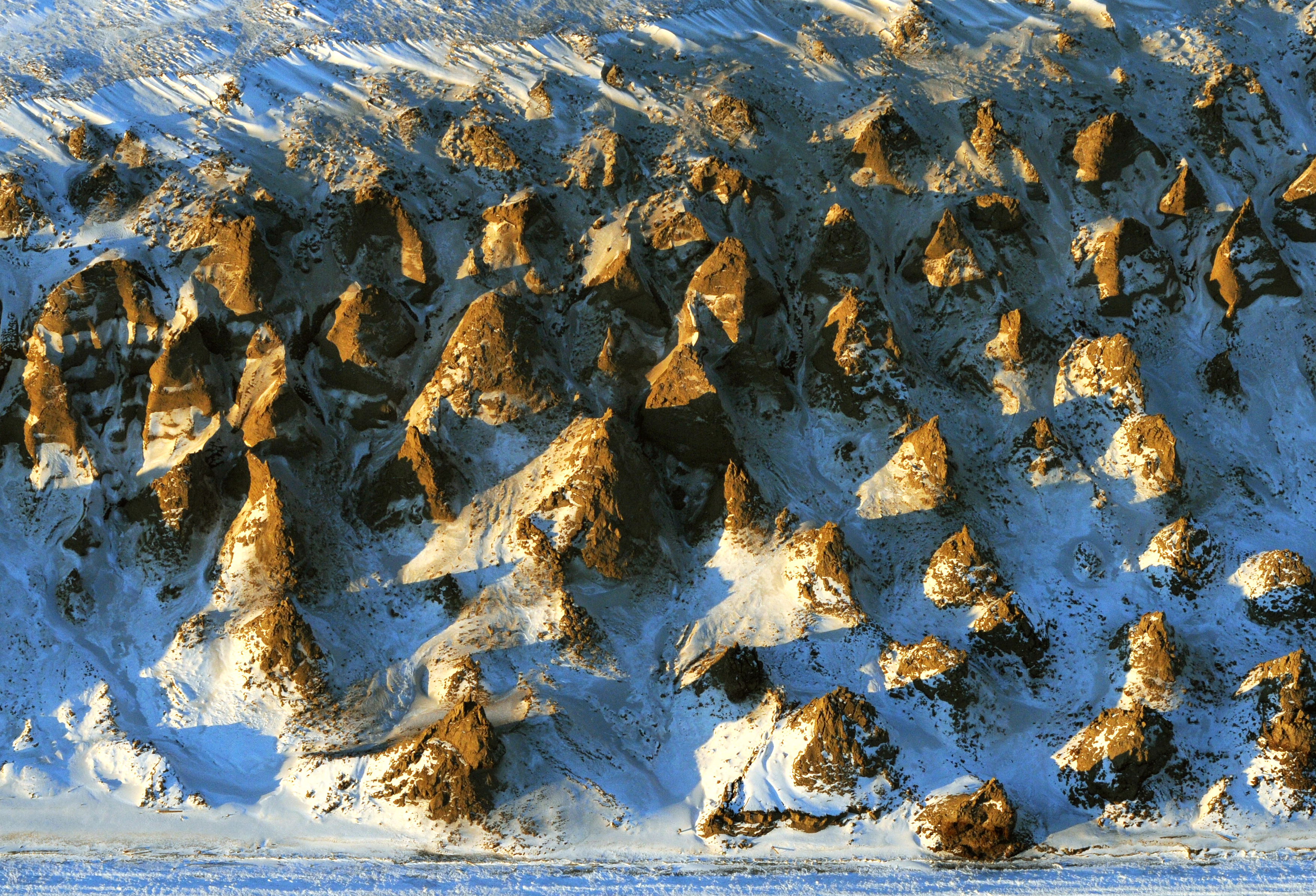
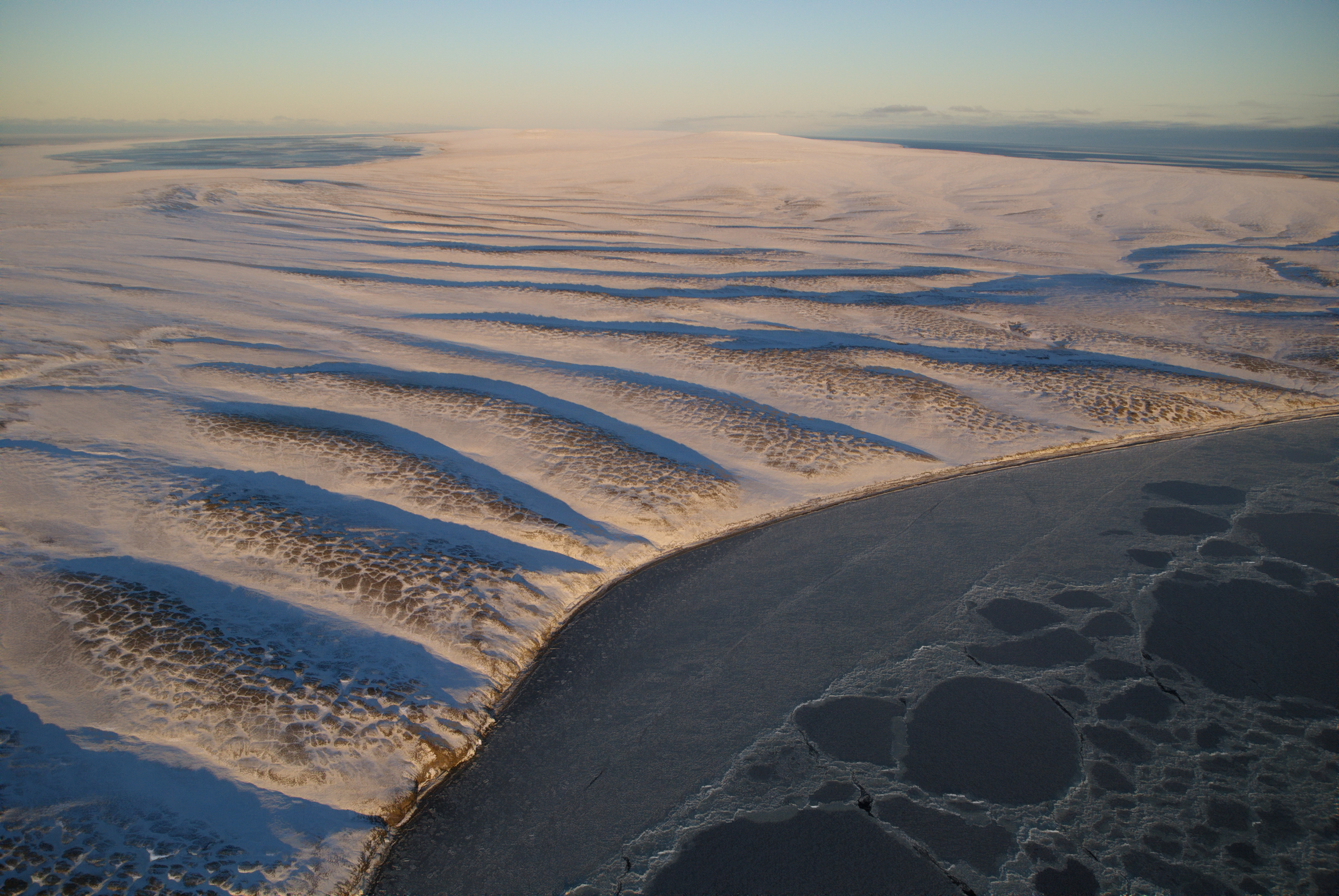